# Karl Istaz
Karl Istaz (* 3. August 1924 in Antwerpen, Belgien; † 28. Juli 2007 in Tampa, Florida, USA) war ein belgischer Ringer und Wrestler, der unter seinem Ringnamen Karl Gotch bekannt wurde.
In Japan war Gotch als Gott des Wrestlings bekannt aufgrund seines großen Einflusses auf den japanischen Wrestling-Stil. Er hatte sowohl deutsche als auch ungarische Wurzeln und war ein Überlebender des Holocaust.

## Leben
Istaz wurde zwar in Belgien geboren, doch als er ungefähr vier Jahre alt war, zog die Familie nach Hamburg in Deutschland. Im Alter von neun Jahren begann er sich für Ringen zu interessieren und trainierte in entsprechenden Hamburger Vereinen. Mit Ausbruch des Zweiten Weltkriegs wird Istaz' Geschichte etwas unklar. Einige Quellen geben an, dass Istaz in einem Konzentrationslager war, andere eine rechtzeitige Rückkehr nach Belgien. Auch wird teilweise behauptet, dass er in dieser Zeit siebenfacher belgischer Meister im Ringen gewesen sei, was aber während der Kriegszeit als sehr unwahrscheinlich angesehen werden kann. Istaz selbst erwähnte diese Zeit in Interviews nie.
Nach dem Krieg kehrte Istaz nach Belgien zurück und bestritt seinen Lebensunterhalt als Arbeiter, der nebenbei rang. 1948 repräsentierte er Belgien bei den Olympischen Spielen, für eine Medaille reichte es jedoch nicht. Istaz jedoch wollte nun Berufsringer werden und trainierte unter erfahrenen deutschen Ringern. Bei einem Training unterlag er deutlich einem englischen Ringer, welcher ihm anvertraute in Wigan, England trainiert worden zu sein. Istaz sparte Geld und fuhr schließlich nach Wigan, um dort zu trainieren. Er erfuhr dort ein hartes Training durch Billy Riley in dessen berüchtigtem „Snake Pit“ Gym und 1955 gab er sein Debüt als 'Karl Krauser im Europäischen Berufsringen.
In Frankreich traf er dabei auf Edouard Carpentier, mit dem er in Kontakt blieb und der ihn 1959 nach Kanada holte, um dort für Eddie Quinn zu arbeiten. Istaz war dort zwar ein guter Techniker, jedoch war er durch seinen deutlichen deutschen Akzent und bodenständiges Auftreten noch nicht für das nordamerikanische Showwrestling bereit. Daher arbeitete er zunächst hauptsächlich in der Undercard. 1960 erregte er die Aufmerksamkeit des Promotors Al Halft aus Columbus, Ohio. Halft nahm Istaz unter seine Fittiche und half ihm den amerikanischen Stil kennenzulernen sowie seine Fähigkeiten am Mikrofon zu verbessern. Außerdem gab Halft Istaz nun den Ringnamen Karl Gotch, der sich an den ehemaligen amerikanischen Schwergewichtschampion Frank Gotch anlehnte.
Istaz bekam einen kleinen Karrierepush, doch verbaute sich mit einer Backstage-Auseinandersetzung seine Karriere in den Vereinigten Staaten. Er geriet zusammen mit Big Bill Miller in einen Auseinandersetzung mit Buddy Rogers, die darum ging, dass Rogers behauptete kein Titel-Match mit Istaz führen zu wollen, da Istaz' Name keine Zuschauer zöge. Istaz fühlte sich in seiner Ehre als „wirklicher“ Ringer von dem „Show-Wrestler“ Rogers gekränkt und attackierte ihn, was bei Rogers zu einer gebrochenen Hand führte. Promoter Halft behandelte den Vorfall als Lappalie, doch bei den anderen nordamerikanischen Promotern war Istaz nun als Unruhestifter verschrien. So blieb er bis 1965 bei Halft und erhielt dabei 1962 Halfts AWA Heavyweight Championship gegen Don Leo Jonathon. 1964 musste er den Titel an Lou Thesz wieder abgeben. Außerdem tourte er nach Australien und Japan. Besonders in Japan fand sein technisch basierter Stil viel Anklang.
In den nächsten Jahren arbeitete Gotch in San Francisco und Los Angeles, wo er nur mäßigen Erfolg hatte. Erst in Florida konnte er zusammen mit Mike DiBiase die WWA World Tag Team Championship erhalten. Auch begann Istaz nun junge Wrestler zu trainieren, darunter die spätere Trainerlegende Hiro Matsuda.
1971 bildete er in der World Wide Wrestling Federation ein erfolgreiches Team mit Rene Goulet, welches im Dezember des Jahres die WWWF World Tag Team Championship von Luke Graham und Tarzan Tyler erhielt. Im Februar 1972 mussten sie diese wieder an King Curtis Iaukea und Baron Mikel Scicluna abgeben.
Istaz wurde darauf von Antonio Inoki kontaktiert, der gerade im Begriff war mit New Japan Pro-Wrestling seine eigene Promotion aufzubauen. Da Istaz in Japan ein sehr angesehener Wrestler war, bestritt er mit Inoki den Main Event von dessen erster Show. Auch trat er zusammen mit Lou Thesz als Tag Team dort auf. In den Folgejahren erlangte Istaz bis 1982 in Japan Legendenstatus. Sein letztes Match bestritt er am 1. Januar 1982 gegen Yoshiaki Fujiwara.
Karl Gotch wurde nie in den USA berühmt; enormen Einfluss hatte er durch seine Laufbahn als aktiver Wrestler und Trainer jedoch in Japan.

## Trainer
Karl Gotch galt in Japan als einer der erfolgreichsten Wrestlingtrainer aller Zeiten. Er trainierte in seiner Laufbahn folgende Wrestler:
- Akira Maeda
- Hiro Matsuda
- Dean Malenko
- Matt Furey
- Joe Malenko
- Tatsumi Fujinami
- Antonio Inoki
- Osamu Kido
- Killer Khan
- Yoshiaki Fujiwara
- Tiger Mask
- Masanobu Fuchi
- Masakatsu Funaki
- Minoru Suzuki